# 原羚同盘吸虫
原羚同盘吸虫（学名：Paramphistomum procaprum）为同盘科同盘属的动物。在中国大陆，分布于西藏等地，营寄生生活，终末宿主原羚以及寄生于瘤胃。该物种的模式产地在西藏。